# Občina Hodoš
Občina Hodoš (slovinsky Občina Hodoš, maďarsky Hodos Község německy Gemeinde Hodosch) je jednou z 212 občin ve Slovinsku. Nachází se v Pomurském regionu na území historického Zámuří. Občinu tvoří 2 sídla, její rozloha je 18,1 km² a k 1. lednu 2017 zde žilo 367 obyvatel. Správním střediskem občiny je vesnice Hodoš.

## Geografie
Nachází se zcela na severovýchodním okraji Slovinska. Východní okraj území hraničí s Maďarskem. Na západě a na jihu sousedí jen s občinou Šalovci. Nadmořská výška území je zhruba od 230 do 305 m. Území občiny má rozlohu 18,1 km2, protéká jím od západu k východu říčka Velika Krka (maďarsky Kerka). Ve stejném směru prochází železniční trať, která vede z Murské Soboty do Maďarska. Souběžně prochází i silnice č. 232.
Většina obyvatel občiny je maďarské národnosti. Hodoš je jedinou slovinskou občinou, kde převažují evangelíci nad katolíky.

## Členění občiny
Občina se dělí na sídla: Hodoš (Hodos), Krplivnik (Kapornak).